# Кобі Сіммонс
Кобі Сіммонс (англ. Kobi Simmons, нар. 4 липня 1997 року) – американський професійний баскетболіст, що виступає за команду "Грінсборо Сворм" з G-Ліги НБА. В студентські роки грав за "Аризона Вайлдкетс".

## Шкільна кар'єра
Сіммонс відвідував школу св. Франциска в Мілтоні, штат Джорджія. На першому курсі Сіммонс набирав у середньому 14,1 очка, 3,9 передачі, 2,7 підбирання та 2,0 перехоплення за гру. Будучи другокурсником у 2013–14 роках, він набирав у середньому 17,4 очка, 4,8 передачі та 3,5 підбирання за гру. На третьому курсі Сіммонс набирав у середньому 21,2 очка, 4,2 передачі та 2,9 підбирання в 32 іграх. У міжсезоння Сіммонс грав у Under Armour Elite 24 Game у 2015 році в Брукліні, штат Нью-Йорк. Пізніше його запросили до таких таборів, як Adidas Nations та Adidas Euro-camps. Будучи старшокурсником, Сіммонс набирав у середньому 26,0 очок, 4,0 підбирання та 4,0 передачі. У своїй останній грі за команду він набрав 36 очок, включаючи сім влучних триочкових у півфіналі проти Мілтонської старшої школи. Протягом своєї шкільної кар'єри Сіммонс привів школу св. Франциска до 100 перемог, двох чемпіонств штату і чотирьох виступів на чемпіонаті штату. 16 січня Сіммонс підписав контракт з Аризоною. У січні 2016 року Сіммонса було обрано на 2016 McDonald's All-American Game, де він зіграв 30 березня в Юнайтед-центр, Чикаго, здобувши 12 очок, 2 передачі та 1 перехоплення, програвши команді Заходу 114–107. Сіммонс був визнаний п'ятизірковим новобранцем і посів 20 місце у класі 2016 за версією ESPN. Він також отримав почесні відзнаки "Гравець року" Atlanta Journal-Constitution. Його номер був виведений з обігу у школі св. Франциска.

## Студентська кар'єра
Сіммонс зіграв один сезон у студентському баскетболі за Аризону. 11 листопада 2016 року Сіммонс набрав 18 очок, здобувши найбільшу кількість очок у дебюті NCAA гравця Аризони за десятиліття, та привів "Вайлдкетс" до перемоги 65–63 проти 12 команди чемпіонату Мічигану в турнірі Armed Forces Classic. 21 січня 2017 року Сіммонс зібрав 20 очок, 6 підбирань та 5 передач у перемозі 96–85 проти UCLA, що займали 3-тє місце. Як 2 номер посіву в турнірі Pac-12, Аризона перемогла Колорадо в чвертьфіналі та UCLA у півфіналі. 11 березня 2017 року Сіммонс та Аризона перемогли Орегон 83–80, виграли чемпіонат конференції Pac-12. "Вайлдкетс" увійшли до турніру NCAA як другий номер посіву у Західному регіоні, де Аризона перемогла Північну Дакоту в першому раунді та Сент-Мері у другому раунді, а потім програла Ксав’є в "Солодкій шістнадцятці". Сіммонс виступав у 37 іграх (19 стартів) як першокурсник і набирав у середньому 8,7 очка, 1,6 підбирання та 2,0 передачі за 23,5 хвилини за гру.
5 квітня 2017 року Сіммонс оголосив про подання своєї кандидатури на Драфт НБА, відмовившись від останніх трьох років права на навчання у коледжі.

## Професійна кар'єра

### Мемфіс Ґріззліс / Мемфіс Хасл (2017–2018)
Після того, як його не обрали на Драфті НБА 2017 року Сіммонс підписав контракт з "Мемфіс Ґріззліс" 1 липня 2017 року, уклавши двосторонню угоду. Сіммонс став першим гравцем в історії НБА, який офіційно підписав двосторонній контракт у лізі. У підсумку йому довелося ділити ігровий час між "Грізлі" та їх новим членом G-Ліги, "Мемфіс Хасл". Його дебют у "НБА" з "Ґріззліс" відбувся 29 листопада 2017 року у програші "Сан-Антоніо Сперс" 95-104. Сіммонс був відрахований "Ведмедями" 28 серпня 2018 року.

### Кантон Чардж (2018–2019)
14 вересня 2018 року Сіммонс підписав контракт із "Клівленд Кавальєрс". Сіммонс був відрахований "Кавалерами" 13 жовтня. Згодом він приєднався до команди "Клівленда" у G-Лізі, "Кантон Чардж".

### Клівленд Кавальєрс (2019)
27 січня 2019 року "Клівленд Кавальєрс" підписав Сіммонса на 10-денний контракт, проте пізніше він був повторно відрахований 4 лютого.

### Шарлотт Горнетс (2019–дотепер)

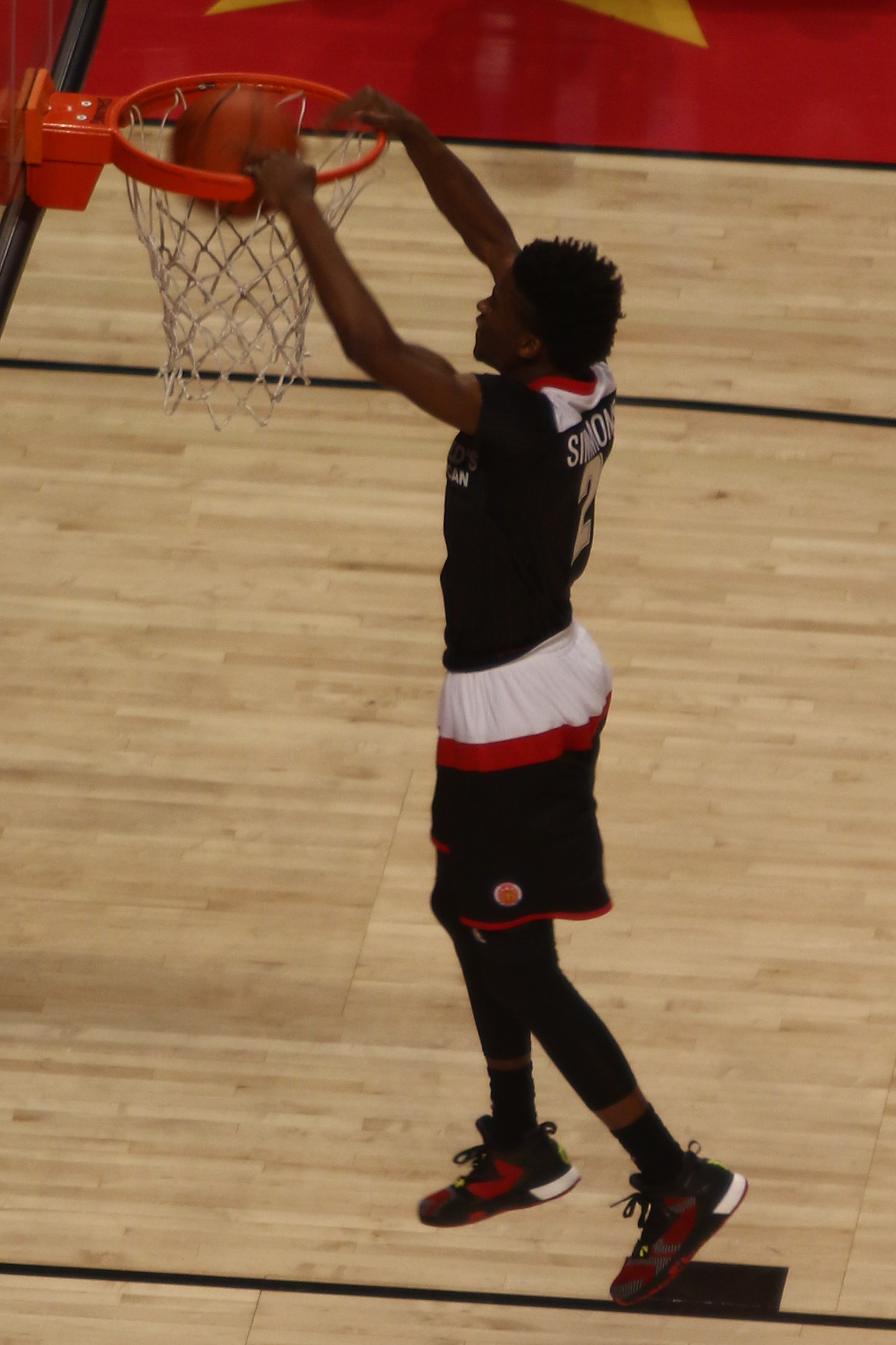
Слем-данк Сіммонса у грі McDonald's All-American 2016 року

16 вересня 2019 року "Шарлотт Горнетс" оголосили, що підписали контракт із Сіммонсом. 20 жовтня 2019 року "Горнетс" оголосили, що змінили контракт Сіммонса на двосторонню угоду.

## Статистика

### Регулярний сезон
| Сезон   | Команда  | GP | GS | MPG  | FG%  | 3P%  | FT%   | RPG | APG | SPG | BPG | PPG |
| ------- | -------- | -- | -- | ---- | ---- | ---- | ----- | --- | --- | --- | --- | --- |
| 2017–18 | Мемфіс   | 32 | 12 | 20.1 | .423 | .282 | 1.000 | 1.6 | 2.1 | .6  | .2  | 6.1 |
| 2018–19 | Клівленд | 1  | 0  | 1.8  | –    | –    | –     | –   | –   | –   | –   | 0.0 |
| Кар'єра | Кар'єра  | 33 | 12 | 19.5 | .423 | .282 | 1.000 | 1.5 | 2.1 | .5  | .2  | 5.9 |